# اچ‌ام‌سی‌اس چینکتو (جی۱۶۰)
اچ‌ام‌سی‌اس چینکتو (جی۱۶۰) (به انگلیسی: HMCS Chignecto (J160)) یک کشتی بود که طول آن ۱۸۰ فوت (۵۴٫۹ متر) بود. این کشتی در سال ۱۹۴۰ ساخته شد.